# Блага, Мартин
Мартин Блага (чеш. Martin Bláha; род. 12 сентября 1977, Брно) — чешский шоссейный и трековый велогонщик, специалист по мэдисону. Выступал за сборную Чехии по велоспорту в 2004—2017 годах, бронзовый и дважды серебряный призёр чемпионатов мира, двукратный чемпион Европы, многократный победитель и призёр первенств национального значения.

## Биография
Мартин Блага родился 12 сентября 1977 года в городе Брно, Чехословакия.
Впервые заявил о себе в трековом велоспорте на международном уровне в сезоне 1995 года, когда вошёл в состав чешской национальной сборной и побывал на юниорском мировом первенстве в Сан-Морино, откуда привёз награду бронзового достоинства, выигранную в командной гонке преследования.
Начиная с 2003 года регулярно принимал участие в различных шоссейных гонках в составе чешской команды ASC Dukla Praha.
В 2009 году совместно с Иржи Гохманом завоевал бронзовую медаль в мэдисоне на трековом чемпионате мира в Прушкове.
В 2010 году в мэдисоне с тем же партнёром одержал победу на чемпионате Европы в Прушкове.
В 2011 году стал чемпионом Чехии в гонке по очкам, в паре с Гохманом получил серебро в мэдисоне на чемпионате мира в Апелдорне.
В 2012 году был лучшим в мэдисоне на чемпионате Европы в Паневежисе.
В 2014 году с новым напарником Войтехом Гачецким выиграл серебряную медаль в мэдисоне на чемпионате мира в Кали, занял восьмое место в шоссейной однодневной гонке «Тур Яньчэна».
В 2015 году добавил в послужной список золотые награды, полученные на чемпионате Чехии в скрэтче и командном преследовании, финишировал пятым на «Туре Яньчэна», тогда как на чемпионате мира в Ивелине на сей раз стал в мэдисоне шестым.
В 2017 году вновь победил на чемпионате Чехии в скрэтче, стартовал на чемпионате мира в Гонконге и по окончании сезона принял решение завершить карьеру профессионального спортсмена.